# Tropisternus mergus
Tropisternus mergus är en skalbaggsart som beskrevs av Thomas Say 1835. Tropisternus mergus ingår i släktet Tropisternus och familjen palpbaggar. Inga underarter finns listade i Catalogue of Life.